# Demografia do Equador
A demografia do Equador é etnicamente diversificada. Os mestiços de espanhóis e ameríndios são o maior de todos os grupos étnicos, representando mais de 65% da população atual. Os ameríndios são o segundo grupo étnico em número, e representam aproximadamente 25%. Os brancos são principalmente criollos latino-americanos, descendentes puros dos colonizadores espanhóis, e são 7% da população. Uma pequena minoria de negros de origem africana e também de mulatos e zambos constituem o restante.
Apesar da maioria da população equatoriana estar fortemente concentrada na região da Sierra (região montanhosa do centro do país) apenas um século atrás, atualmente está bem dividida entre aquela área e a região da Costa (litoral).
A migração em direção às cidades — particularmente os grandes centros urbanos — em todas as regiões aumentou a população urbana para cerca de 55% do total do país. O Oriente (região amazônica) que cobre cerca de metade do país, permanece escassamente povoado, representando cerca de 3% da população do país. Nela se situam vários afluentes do rio Amazonas.

## Dados gerais
População: 13.710.234 habitantes.
Estrutura etária: De 0 a 14 anos, somam 34,9% da população, sendo 2 430 303 homens e 2 351 166 mulheres. De 15 a 64 anos somam 60,6% da população, sendo 4 116 289 homens e 4 198 667 mulheres. A partir de 65 anos somam 4,5%, sendo 284 082 homens e 329 727 mulheres.
Crescimento demográfico anual: 1,91%.
Taxa de natalidade: 24,94 por 1000.
Taxa de mortalidade: 5,29 por 1000.
Grupos étnicos: mestiços de ameríndios e espanhóis 65%, ameríndios 25%, descendentes de espanhóis e outros 7%, negros e mestiços de negros 3%.
Religião: Catolicismo 95%.
Línguas: espanhol (oficial), línguas indígenas (especialmente o quíchua).